# Bellifortis

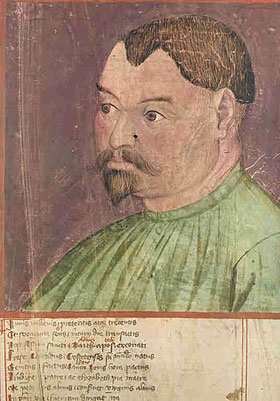
Der Autor des Bellifortis Konrad Kyeser (Göttingen, 2° Cod. Ms. philos. 63), um 1402 in der ältesten Ausgabe

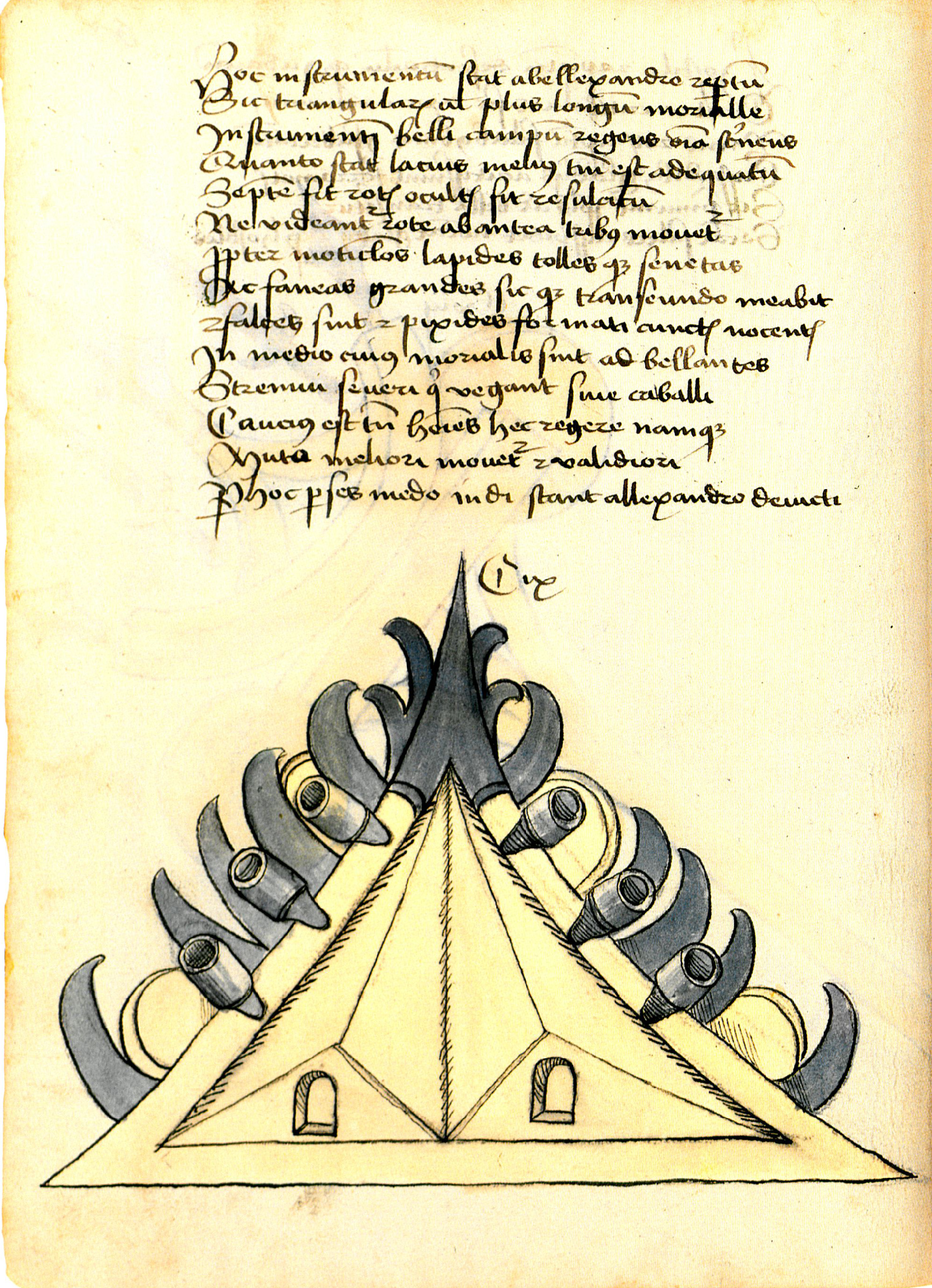
Ein gepanzerter, mit Klingen bewehrter und Kanonen bestückter Kampfwagen (München, Clm 30150)

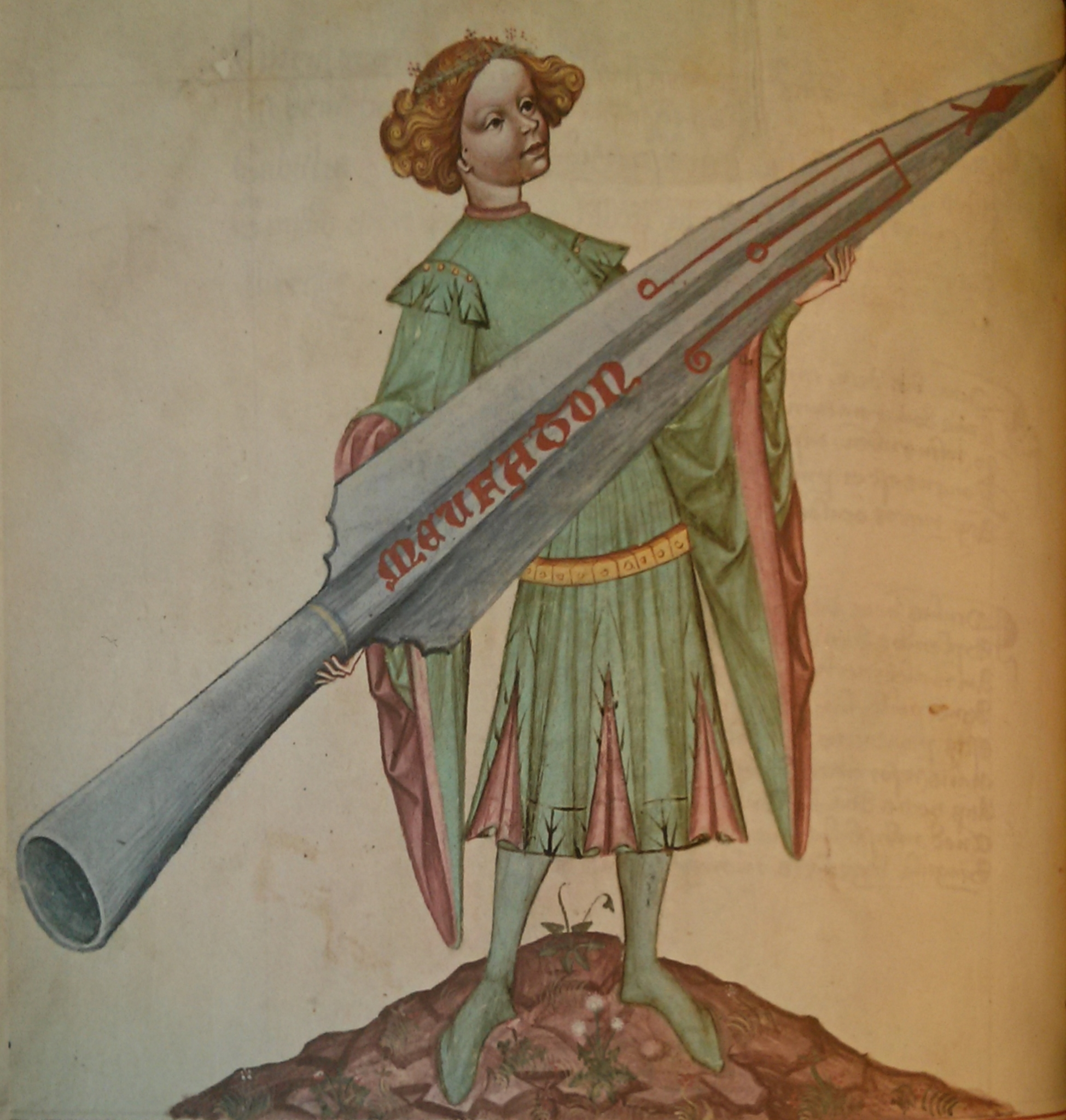
Ein Knappe trägt die siegbringende Speerspitze „Meufaton“. (Ausgabe von 1405)

Bellifortis (lateinisch für Der Kampfstarke) ist ein durchgehend illustriertes militärtechnisches Handbuch des Eichstätters Konrad Kyeser. Es wurde bis 1402 (älteste Ausgabe) in lateinischer Sprache verfasst und fand im Laufe des 15. und frühen 16. Jahrhunderts eine geografisch weite Verbreitung in mehr oder weniger veränderten Fassungen. Man unterscheidet eine ursprüngliche Fassung mit 10 Kapiteln, die bald in eine Fassung mit 7 Kapitel umgearbeitet wurde. In anderen späteren Handschriften wurde das Material gekürzt, um andere Texte vermehrt, umgestellt und auch übersetzt, sodass sich eine ganze Familie sich verzweigender Typen ergibt. Heute ist das Werk in etwa 45 Handschriften aus dem 15. und frühen 16. Jahrhundert überliefert. Es wurde nicht in eine  Druckfassung überführt.

## Geschichte des Werkes
Konrad Kyeser verfasste das Werk vor 1402 am Hofe König Wenzels in Prag, nachdem er 1394 an den Kreuzzügen König Sigismunds von Ungarn gegen die Osmanen teilnahm, für deren Scheitern er Sigismund in seinem Bellifortis verantwortlich machte. Wahrscheinlich ist er auch in Italien, besonders in Padua gewesen, wo er eine neue Kultur illustrierter Sachbücher kennenlernen konnte, die sich auf einzelne antike Vorbilder bezog. Das älteste bekannte Exemplar von 1402 wird heute in Göttingen aufbewahrt (Göttingen  4° Cod. Ms. philos. 64a). Um 1405 stellte er mit Malern des königlichen Hofs im Umkreis der sogenannten Wenzelswerkstatt eine weitere reich bebilderte Prachthandschrift her (Göttingen  2° Cod. Ms. philos. 63).
Die anfängliche Gliederung in 10 Kapitel wurde um 1410 zugunsten einer Fassung mit 7 Kapiteln umgearbeitet (erhalten als älteste Exemplare in den Handschriften Rom Cod. Pal. lat. 1994 und Chantilly Ms. 348). Diese Fassung wurde vor allem im Elsaß in Straßburg und in Hagenau weitergeführt.
Nach Kyesers Tod entstand vermutlich am Oberrhein oder in Schwaben um 1425 eine neue, in der Reihenfolge geänderte 7-Kapitel-Fassung.
Schon früh begann man auch, das Material mit anderen Texten zu ergänzen und das Werk stärker auf den praktischen Gebrauch durch Büchsenmeister und Angehörige des Militärs auszurichten.

## Inhalt
Der Bellifortis fasst handbuchartig Maschinen und Geräte vor allem zu Kriegszwecken zusammen, die dem Autor aus antiken Texten oder eigenen Erfahrungen bekannt waren. Als Vorläufer des Bellifortis gelten Werke wie Vegetius’ De Re Militari aus dem 5. Jahrhundert oder die Strategemata des Sextus Iulius Frontinus aus dem 1. Jahrhundert.
Der Bellifortis bietet eine Abfolge einzelner Themen der Kriegsführung, die Keyser als Gliederung aus der antiken Literatur übernommen hatte: die Feldschlacht, der Belagerungskrieg, der Verteidigungskrieg und der Seekrieg. In einer ersten Version mit den 10 Kapiteln ergab das die Reihenfolge: (1) Feldschlacht, (2) Belagerung, (3) Wassertechnik, (4) Steigzeug, (5) mechanische Schusswaffen, (6) Verteidigung, (7) Leuchtfackeln, (8) Pyrotechnik, (9) Wärmetechnik und (10) natürliche Kampfmittel sowie verschiedene Nachträge. Kyeser selbst erarbeitete noch vor seinem Tod eine Version mit sieben Kapiteln.
Die beschriebenen Geräte sind technisch nicht immer korrekt wiedergegeben. Bei Geräten, die Kyeser aus eigener Anschauung bekannt waren, erreichen die Darstellungen allerdings zum Teil einen außerordentlichen Detailreichtum. Einige der Geräte sind in Kyesers Handschrift erstmals bildlich wiedergegeben. Dazu gehört die erste eindeutige mittelalterliche Abbildung einer Archimedischen Schraube und die älteste bekannte Zeichnung eines Keuschheitsgürtels. Zum Teil beschreibt er unpraktikable Vorschläge oder bildet fantastisch erscheinende Gerätschaften ab, die dem Reich der Utopie zuzurechnen sind. Entsprechend dem humanistischen Verständnis von Naturwissenschaft im Spätmittelalter, mit dem Kyeser als Arzt vertraut war, nahm er auch alchemistische und astrologische Themen in seinen Bellifortis auf. Insbesondere setzte Kyeser astrologische Bildinhalte wie Planetenbilder von Sol, Mars, Jupiters oder Venus, oder allegorischen Darstellungen der vier Elemente Feuer, Wasser, Luft und Erde ein, um die Universalität seines Werkes zu unterstreichen.
Eine besondere Verehrung lässt Kyeser in seinem Bellifortis für Alexander den Großen erkennen, dem in den Bellifortis-Editionen sagenhafte Kräfte zugeschrieben werden und der häufig zu Pferde oder mit einem raketenähnlichen Gegenstand mit der obskuren Aufschrift MEUFATON oder MAUFAGON abgebildet wird.
Die Erklärung liegt in der mittelalterlichen Mythologie. Ein Knappe trägt die siegbringende Speerspitze „Meufaton“ der Fahnenlanze „Almerio“ von Alexander dem Großen. Alexander warf die Lanze 334 v. Chr. auf Asien, bevor er Asien betrat. Dieser Wurf wird als Vorzeichen eines Sieges gedeutet. Außerdem ist die Speerspitze mit braunen Zeichen bemalt. Die Zeichen sollen auf die Handflächen der Soldaten gemalt werden, vermutlich um durch die Symbolik/Mystik ihre Siegeszuversicht und damit die Kampfkraft zu stärken.

## Bedeutung
Konrad Kyesers Bellifortis gilt als die früheste technische Enzyklopädie des deutschen Sprachraums.
Anfangs war das anspruchsvolle lateinische Werk für einen königlichen Hof und die höfische Gesellschaft gedacht. Bezüge zum Handwerk und die Berücksichtigung der Anwendbarkeit spielten zunächst und auch bei vielen späteren Abschriften kaum eine Rolle. Anfangs hat auch Kyeser selbst noch Veränderungen vorgenommen.
Erst später, ab etwa 1430, gelangte das Werk auch bei entsprechenden Ingenieuren und Büchsenmeistern vor allem im deutschsprachigen Raum in Umlauf und wurde, auch im Manufakturbetrieb, in mehreren verschiedenen Redaktionen verbreitet und mit anderen Handschriften zusammengestellt. Inzwischen sind 45 erhaltene Handschriften bekannt, die in Umfang, Text und Bild mitunter stark von den ersten Versionen Kyesers abweichen. In den Druck gelangten im 16. Jahrhundert lediglich einzelne Abbildungen aus den Handschriften. Kyesers Bellifortis diente vielen nachfolgenden Autoren als Vorlage und Inspiration; u. a. finden sich seine Ideen auch in Leonardo da Vincis Werken wieder. Eine 1405 von Kyesers eigener Hand geschriebene autographe Handschrift, die er Ruprecht von der Pfalz widmete,  befindet sich heute im Bestand der Universitätsbibliothek Göttingen.

## Handschriften (Auswahl)
Die Zuordnung zur Überlieferungstradition folgt dem Stemma der Handschriften von Regina Cermann 2013
- Berlin, Deutsches Historisches Museum - Bibliothek, RA 18/414 (ehemals Staatsbibliothek zu Berlin – Preußischer Kulturbesitz, Ms. germ. quart. 2041)
- Berlin, Staatsbibliothek zu Berlin – Preußischer Kulturbesitz, Ms. germ. quart. 621
- Besançon, Bibliothèque municipale, Ms. 1360 einzelne Digitalisate, um 1415, veränderte 7-Kapitel-Fassung
- Chantilly, Musée Condé, Ms. 348 (alt 633), um 1410, frühe 7-Kapitel-Fassung
- Erlangen, Universitätsbibliothek, Ms. B 26 Digitalisat, um 1500, von Ludwig von Eyb, entstanden in Franken
- Frankfurt a. M., Universitätsbibliothek, Ms. germ. qu. 15 (früher Stadtbibliothek, o. N., Digitalisat) um 1450/60, 7-Kapitel-Fassung (Kyeser), entstanden in Hagenau im Elsaß
- Göttingen, Niedersächsische Staats- und Universitätsbibliothek, 4° Cod. Ms. philos. 64a, 1402, 10-Kapitel-Fassung (Autograph von Kyeser), entstanden in Kuttenberg
- Göttingen, Niedersächsische Staats- und Universitätsbibliothek, 2° Cod. Ms. philos. 63, um 1405, 10-Kapitel-Fassung (Autograph von Kyeser), entstanden vermutlich in Prag
- Göttingen, Niedersächsische Staats- und Universitätsbibliothek, 2° Cod. Ms. philos. 64, um 1430, geänderte 7-Kapitel-Fassung, entstanden in Schwaben
- Heidelberg, Universitätsbibliothek Heidelberg, Cod. Pal. germ. 787 (Digitalisat), um 1430, geänderte 7-Kapitel-Fassung, entstanden in Rheinfranken
- Innsbruck,  Tiroler Landesmuseum Ferdinandeum, Cod. FB 32.009
- Karlsruhe, Badische Landesbibliothek, Cod. Durlach 11 (Digitalisat), 15. Jahrhundert
- Köln, Historisches Archiv der Stadt, Best. 7020 [W*] 232
- München, Bayerische Staatsbibliothek, Clm 30150 (Digitalisat), um 1430, entstanden vielleicht in Böhmen
- München, Bayerische Staatsbibliothek, Cod. hebr. 235
- München, Bayerische Staatsbibliothek, Cgm 356, Ende 15. Jahrhundert
- München, Bayerische Staatsbibliothek, Cgm 600 Teil-Digitalisat in s/w, 1. Viertel 15. Jh.
- New York, Public Library, Spencer Collection, Ms. 58 (Auszüge)
- New York, Public Library, Spencer Collection, Ms. 104 (früher Schloß Hollwinkel bei Lübbecke), (Auswahl von Einzelseiten), ca. 1445, entstanden wohl im Bodenseeraum
- Nürnberg, Germanisches Nationalmuseum, Hs. 25.801
- Rom, Biblioteca Apostolica Vaticana, Cod. Pal. lat. 1994, um 1410, frühe 7-Kapitel-Fassung (ältester Textzeuge für diese Fassung), entstanden vermutlich in Straßburg
- Rom, Biblioteca Apostolica Vaticana, Cod. Pal. lat. 1888, um 1430, veränderte 7-Kapitel-Fassung, entstanden vermutlich in der Oberpfalz
- Rom, Biblioteca Apostolica Vaticana, Cod. Pal. lat. 1889
- Rom, Biblioteca Apostolica Vaticana, Cod. Pal. lat. 1986
- Straßburg, Bibliothèque Nationale et Universitaire, Ms. 2259
- Wien, Österreichische Nationalbibliothek, Cod. 3062, um 1435, erweiterte/neu konzipierte 7-Kapitel-Fassung (Hartlieb)
- Wien, Österreichische Nationalbibliothek, Cod. 3068
- Wien, Österreichische Nationalbibliothek, Cod. 3069
- Wien, Österreichische Nationalbibliothek, Cod. 5014
- Wien, Österreichische Nationalbibliothek, Cod. 5135
- Wien, Österreichische Nationalbibliothek, Cod. 5278, um 1420, 7-Kapitel-Fassung
- Wien, Österreichische Nationalbibliothek, Cod. 5518
- Wolfenbüttel, Herzog August Bibliothek, Cod. Guelf. 161 Blank.

## Abbildungen
Auswahl an Abbildungen aus verschiedenen Bellifortis-Editionen und an Nachbauten von Geräten

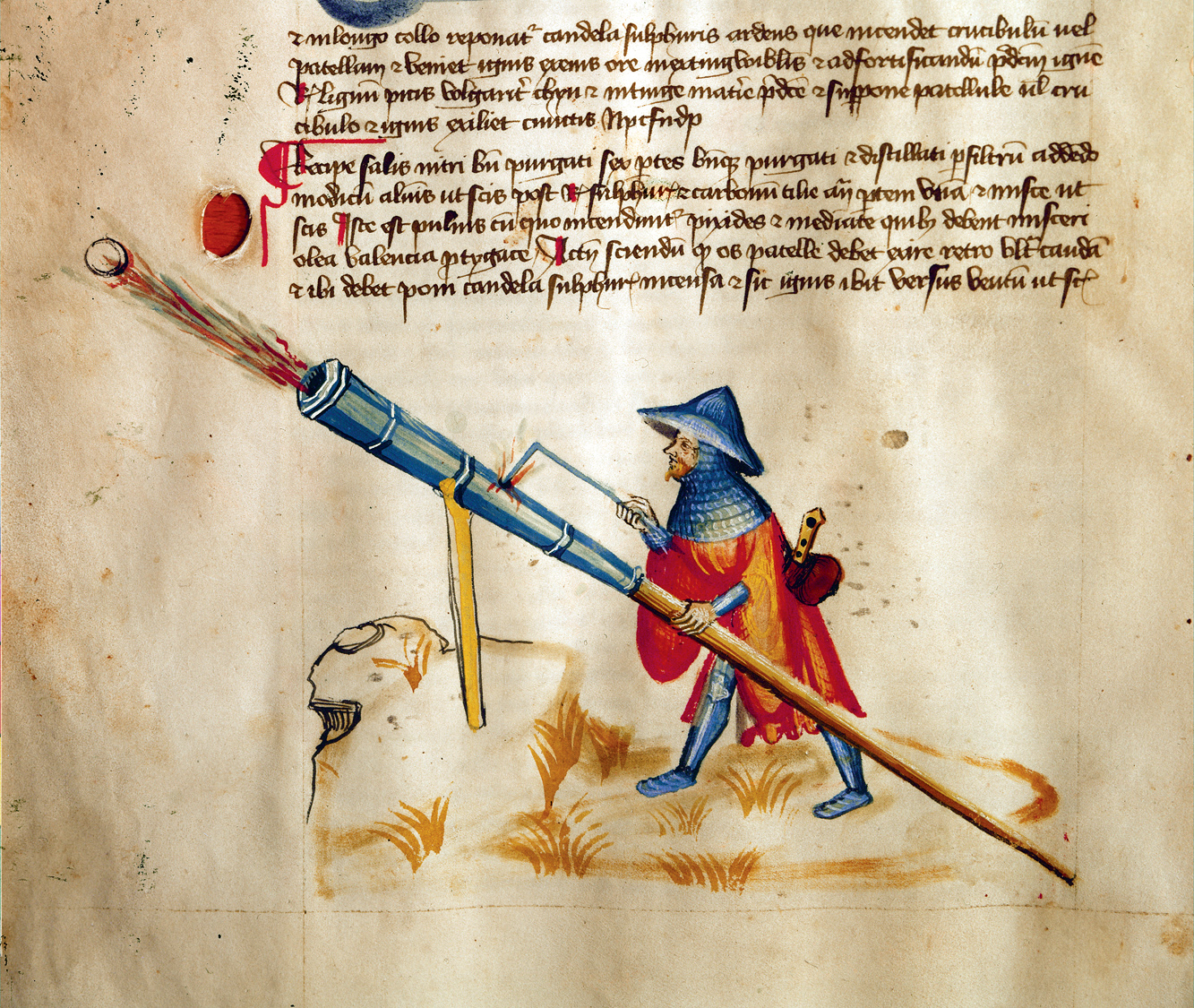
Göttingen, SUB, 2° Cod. Ms. philos. 63 Cim.
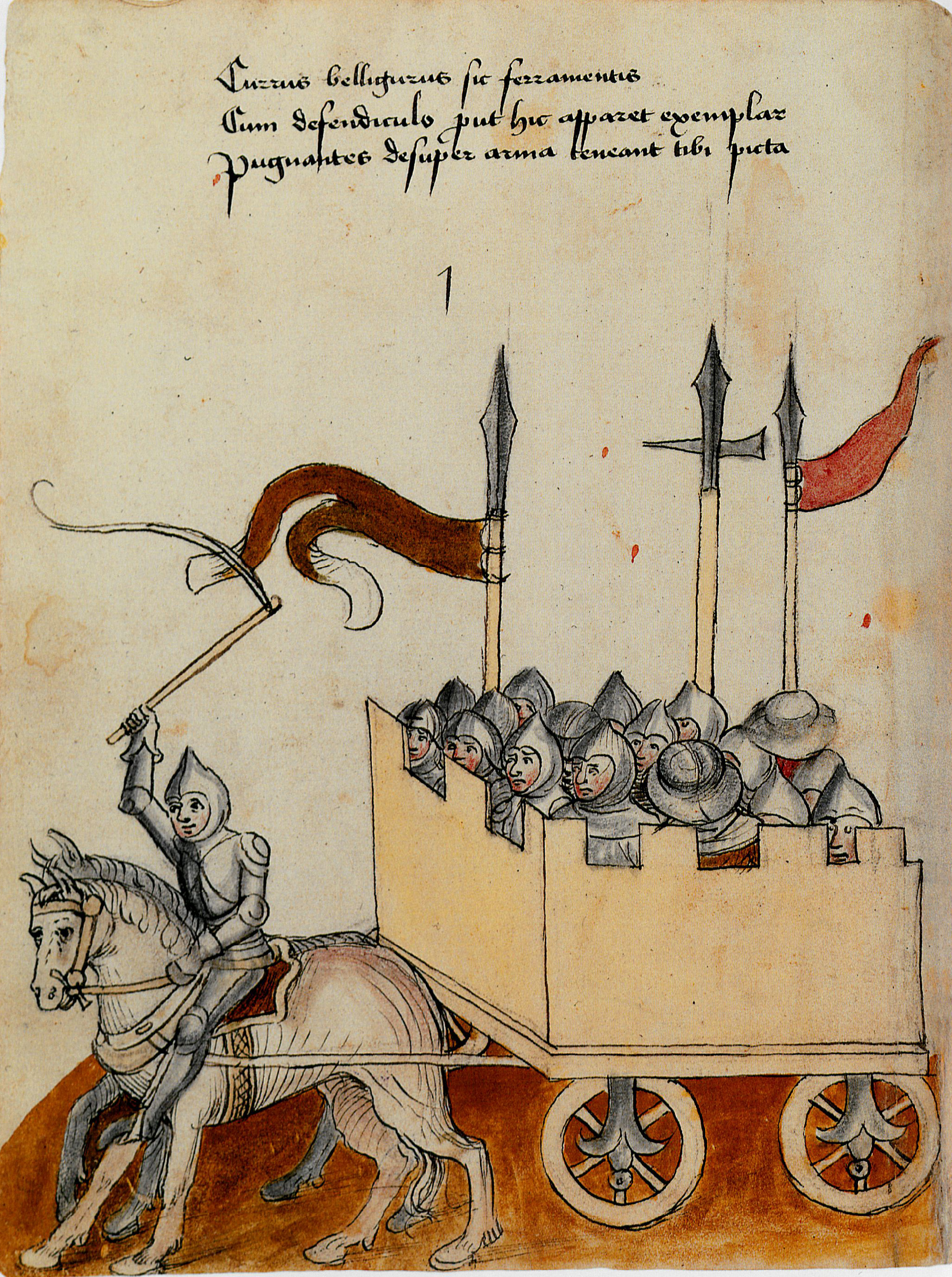
München, BSB, um 1430, entstanden vielleicht in Böhmen
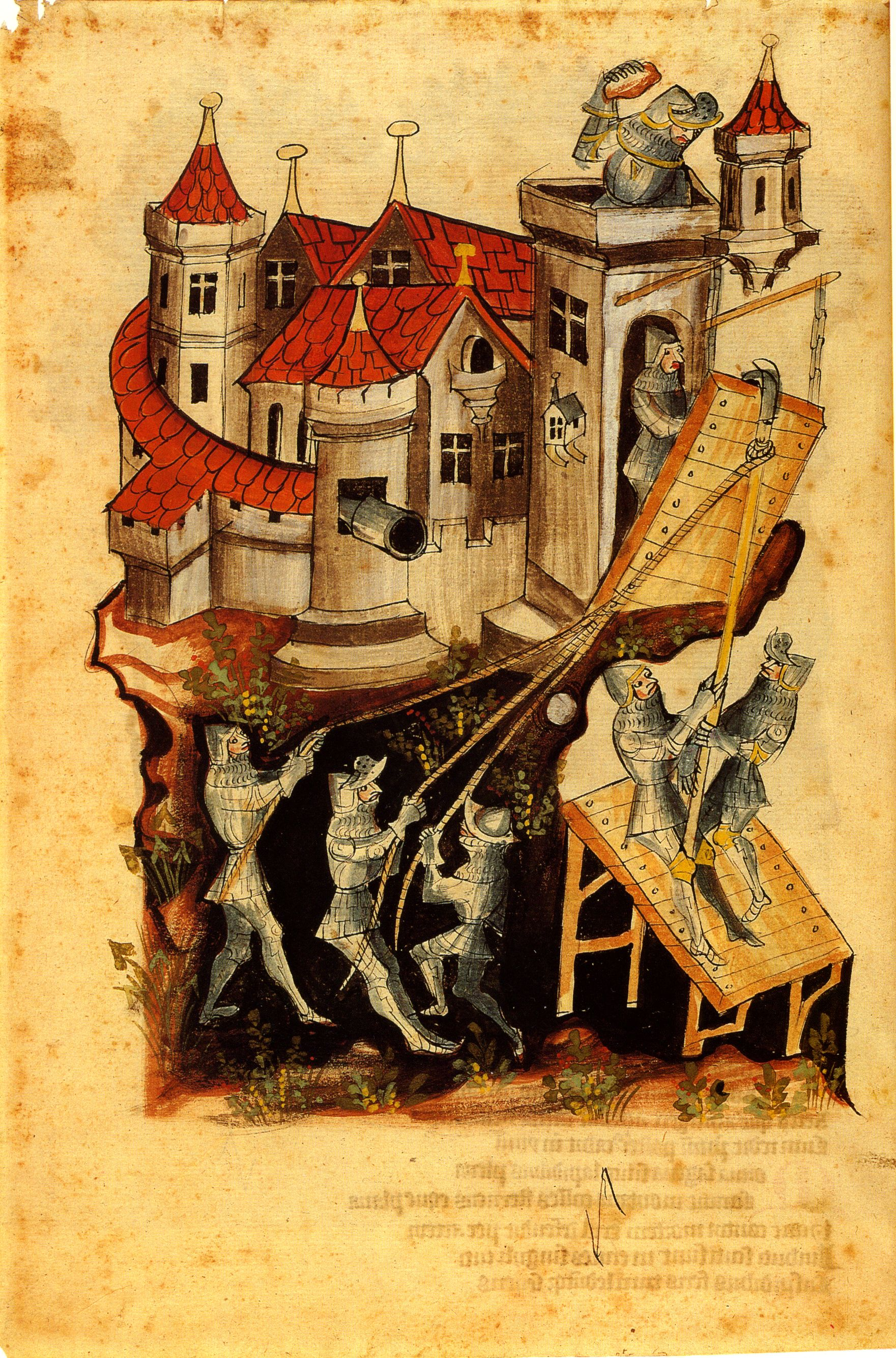
Rom, Biblioteca Apostolica Vaticana, Pal. lat. 1994
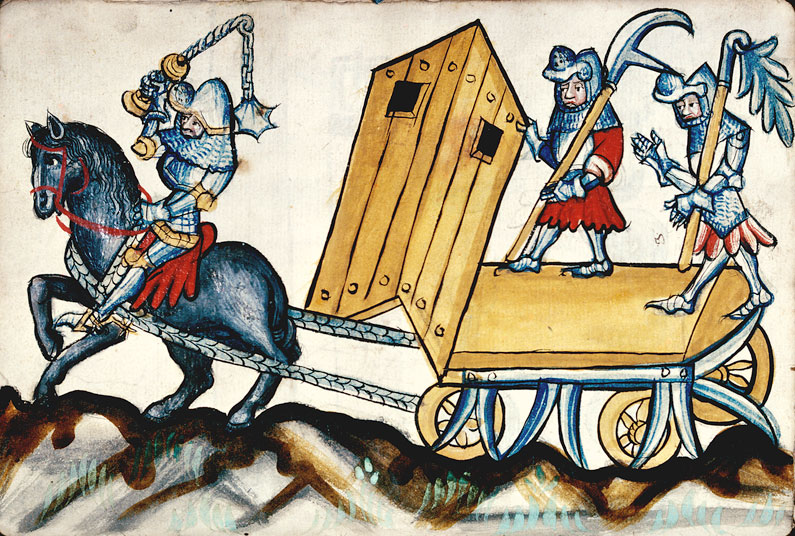
Besançon, Bibliothèque municipale, MS. 1360
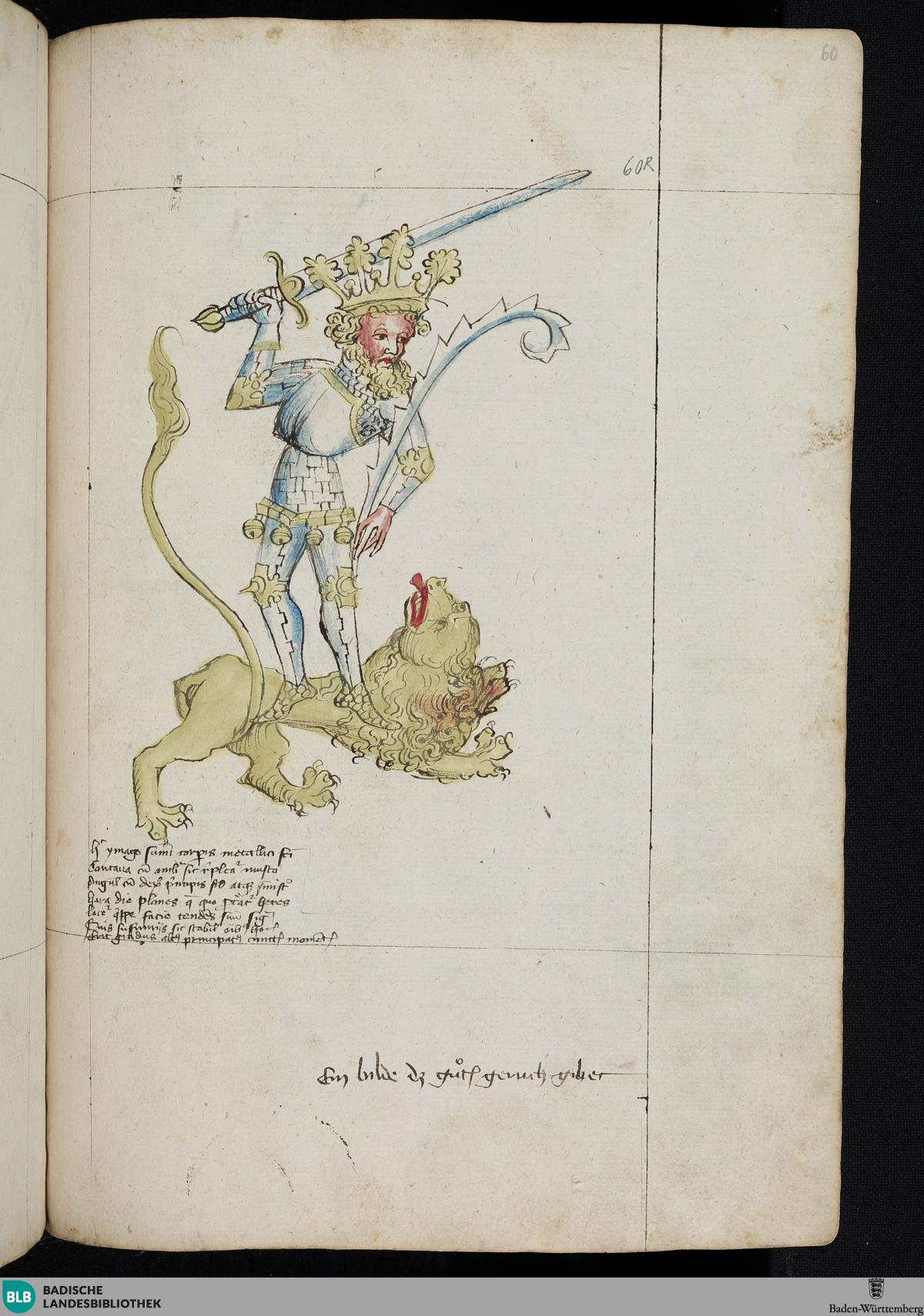
Karlsruhe, BLB, Cod. Durlach 11
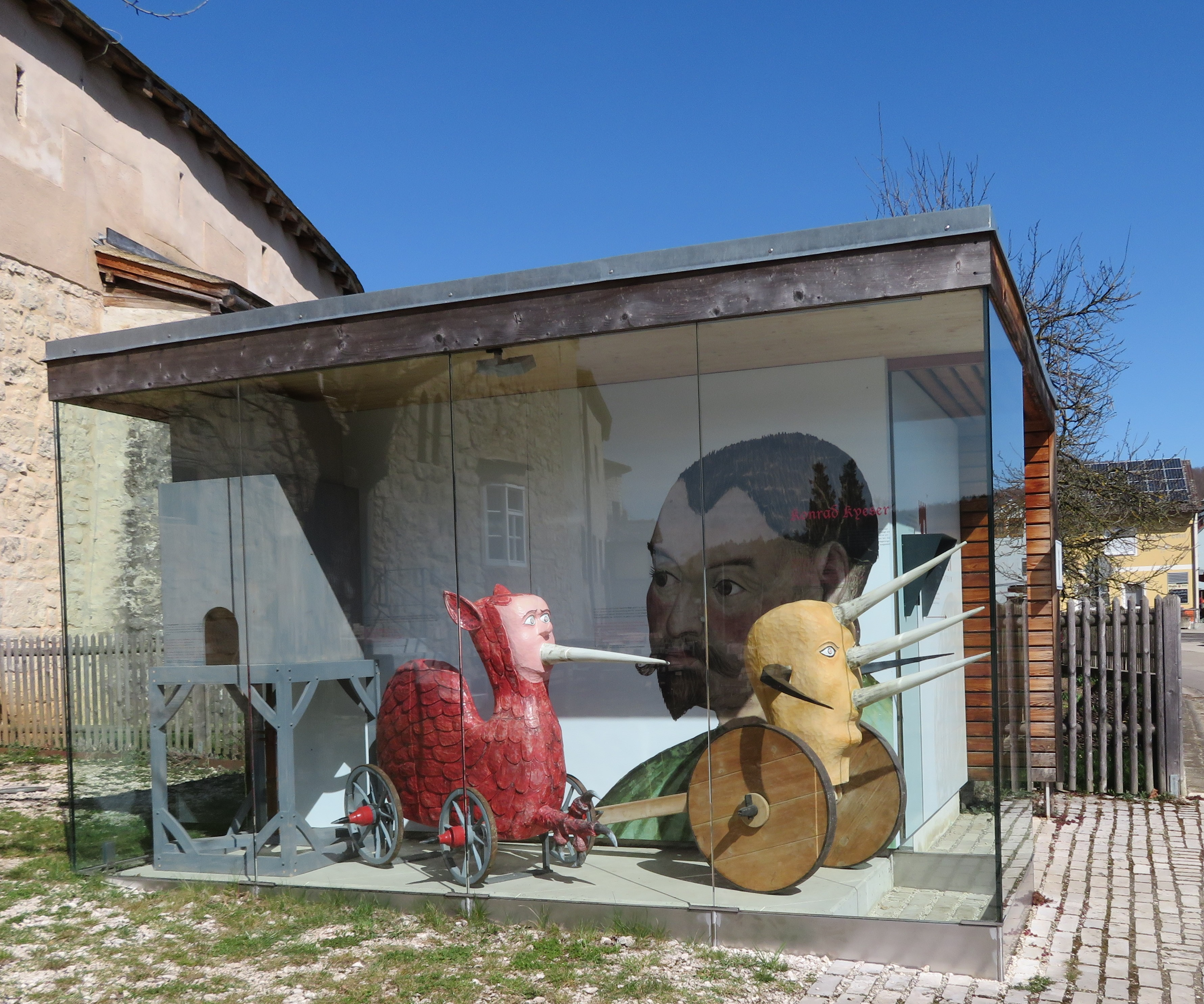
Nachbauten im Altmühlzentrum in Dollnstein

### Faksimile
- Hans Blosen, Rikke Agnete Olsen (Hrsg.): Kriegskunst und Kanonen. Das Büchsenmeisterbuch des Johannes Bengedans. Aarhus University Press, Aarhus 2006, ISBN 978-87-7934-162-3 (Faksimile-Band mit Umschrift und Übersetzung in Dänisch und Deutsch).
- Georg-Agricola-Gesellschaft zur Förderung der Geschichte der Naturwissenschaften und der Technik (Hrsg.): Bellifortis. VDI-Verlag, Düsseldorf 1967 (Faksimile-Band und separater Band Umschrift und Übersetzung von Götz Quarg).